# Tayilupatti
Tayilupatti (ook wel gespeld als Thayilpatti) is een panchayatdorp in het district Virudhunagar van de Indiase staat Tamil Nadu. 

## Demografie
Volgens de Indiase volkstelling van 2001 wonen er 8.771 mensen in Tayilupatti, waarvan 49% mannelijk en 51% vrouwelijk is. De plaats heeft een alfabetiseringsgraad van 62%.